# Шелон
Шелон (на руски: Шелонь) е река в Псковска и Новгородска област на Русия, вливаща се в езерото Илмен. Дължина 248 km. Площ на водосборния басейн 9710 km².
Река Шелон води началото си от езерото Суселницкое, разположено в силно заблатените райони в източната част на Псковска област, на 92 m н.в. В началото тече на север, след това на запад и северозапад и накрая на североизток през Приилменската низина в широка и силно заблатена долина. Влива се чрез малка делта от запад в западния ъгъл на езерото Илмен, което е част от голямата речна система на река Нева, на 18 m н.в. Основни притоци: леви – Городянка (21 km), Илзна (44 km), Судома (65 km), Тишинка (23 km), Уза (98 km), Демянка (30 km), Удоха (52 km), Ситня (117 km), Мшата (106 km), Ступенка (35 km); десни – Северка (33 km), Белка (61 km), Полонка (69 km), Шчилинка (34 km), Люта (38 km), Леменка (23 km), Боровенка (22 km), Колошка (48 km), Сосенка (25 km), Векша (23 km). Има смесено подхранване с преобладаване на снежното с ясно изразено пролетно пълноводие през април и май. През есента често се наблюдават епизодични прииждания в резултат на поройни дъждове във водосборния ѝ басейн. Среден годишен отток на 59 km от устието 43,6 m³/s. Заледява се през ноември или декември, а се размразява през март или април. Плавателна е за плиткогазещи съдове в най-долното течение. По бреговете на реката са разположени множество населени места, в т.ч. селището от градски тип Дедовичи и град Порхов в Псковска област, град Солци и селището от градски тип Шимск в Новгородска област.